# Giberto Borromeo (1751-1837)
Giberto V Borromeo Arese, IX marchese di Angera (Milano, 12 febbraio 1751 – Milano, 12 marzo 1837), è stato un nobile e politico italiano.

## Biografia

### Infanzia ed educazione

Grande stemma dei Borromeo

Nato a Milano il 12 febbraio 1751, Giberto era il figlio secondogenito ma primo dei sopravvissuti del conte Renato III e di sua moglie, Marianna Erba Odescalchi.
Per le sue origini, venne educato in maniera molto accurata, compiendo numerosi viaggi d'istruzione in Italia ed all'estero per poi ritrovarsi a 26 anni a gestire l'intero patrimonio di famiglia dopo la prematura scomparsa del padre.

### Marchese di Angera
Impegnatosi attivamente per la città di Milano, nel 1776 entrò a far parte della magistratura dei Sessanta Decurioni, pur non ricoprendo un ruolo di potere effettivo sulla città dal momento che l'amministrazione austriaca aveva ridotto i tradizionali organismi di governo del milanese ad un mero ruolo consultivo. Nel 1777 venne nominato a uno dei Dodici di Provvisione, carica che però era concessa spesso ai rampolli delle nobili famiglie milanesi di maggior rilievo.
Contemporaneamente si occupò anche di opere assistenziali a favore dei poveri della città, entrando dal 1778 nella Confraternita di San Giovanni delle Case Rotte. Dal 13 dicembre 1792 iniziò a rivestire ruoli politici di sempre maggior rilievo, venendo incluso nella commissione comunale incaricata della riorganizzazione della milizia urbana da contrapporre, nell'idea di Francesco Melzi d'Eril suo ideatore, all'esercito rivoluzionario francese in vista di una possibile invasione del milanese.

### Napoleone Bonaparte
Oppostosi fermamente alla rivoluzione, nel 1796 quando il Bonaparte entrò a Milano venne deportato con altri dapprima a Cuneo e poi alla fortezza di Nizza ove rimase imprigionato. Terminata la fase rivoluzionaria, dopo la vittoria della Battaglia di Marengo, la Repubblica Cisalpina lo richiamò nel 1801 per nominarlo rappresentante ai Comizi di Lione. Egli non rifiutò ma preferì farsi sostituire dal cugino Giovanni. Nel 1805, quando la Repubblica Italiana divenne Regno d'Italia napoleonico, il Melzi lo segnalò a Napoleone per ricoprire incarichi di rilievo e lo propose contestualmente per la nomina a cavaliere dell'Ordine della Corona ferrea. Tornato alla ribalta nell'amministrazione milanese, nel 1807 divenne consigliere per il comune di Corpi Santi (oggi compreso in quello di Milano) e nel 1810 divenne consigliere della città imperiale di Milano. Presenziò a Parigi nel 1811 col figlio Vitaliano al battesimo del figlio di Napoleone. Nel 1812 gli venne riconosciuto l'ambito titolo di Conte del Regno napoleonico d'Italia.

### Attività nel sociale
Continuò a rimanere nell'amministrazione pubblica di Milano anche dopo la caduta del governo napoleonico, continuando ad occuparsi di beneficenza e degli istituti di carità. La sua posizione di alto aristocratico nella società milanese, le manifestazioni di fedeltà dimostrate al nuovo regime austriaco e l'attività politica ed amministrativa svolta alacremente a favore della città di Milano anche negli anni precedenti, gli suscitarono la simpatia degli imperiali e nel 1816 ottenne il titolo di Gran Scudiero dell'imperatore Francesco I d'Austria che nei mesi successivi lo nominò anche suo ambasciatore a Roma presso papa Pio VII. Nel 1817 divenne presidente della Commissione Araldica del Regno Lombardo-Veneto.
Per la città milanese, propose e sostenne il progetto per l'illuminazione pubblica a gas, oltre a studi per la navigazione a vapore sul Po e sul Lago Maggiore. Fu tra i sostenitori segreti de "Il Conciliatore" e nel 1823 firmerà la petizione di grazia per Federico Confalonieri col quale era imparentato.
Negli anni continuò a ricoprire incarichi di rappresentanza e nel 1822 tenne a battesimo per conto dell'imperatore la figlia del viceré, presenziando tre anni più tardi a Roma per le credenziali al nuovo pontefice, Leone XII. Si recò a Torino nel 1831 per scortare la principessa Maria Anna di Savoia a Milano per sposarsi con l'allora arciduca Ferdinando d'Asburgo-Lorena, futuro imperatore. Personaggio sempre più in vista, in questi stessi anni accolse nel suo splendido palazzo sull'Isola Bella al Lago Maggiore la principessa Carolina di Brunswick, moglie del principe del Galles (futuro Giorgio IV del Regno Unito) nel 1814, re Francesco I delle Due Sicilie nel 1825, re Carlo Felice nel 1828 e Carlo Alberto di Savoia nel 1836.

### Ultimi anni e morte

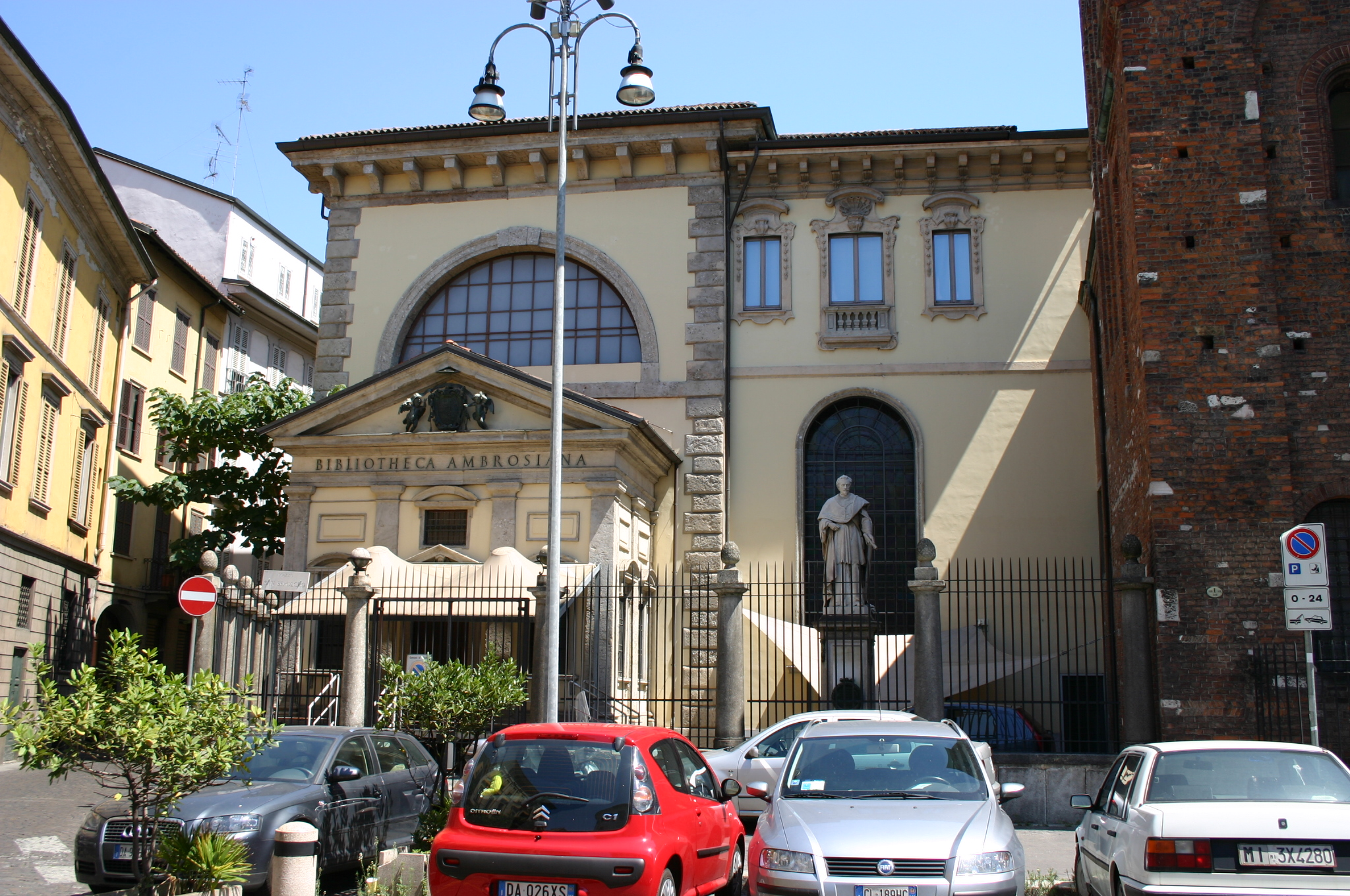
La Biblioteca Ambrosiana, uno dei più insigni monumenti alla cultura milanese, fondata dal cardinale Federico Borromeo

Come discendente del fondatore Federico Borromeo, Giberto ottenne anche la carica di curatore perpetuo della Biblioteca Ambrosiana a Milano, motivo per cui venne criticato da Ludovico di Breme che non lo riteneva all'altezza dell'incarico, ma lodato da altri personaggi di rilievo come Angelo Mai e Pietro Custodi.
Morì a Milano il 12 maggio 1837.

## Ascendenza
|                                               |                    |                                                   | Genitori                                           |  |  | Nonni |  |  | Bisnonni             |  |  | Trisnonni          |  |
|                                               |                    |                                                   |                                                    |  |  |       |  |  | Carlo Borromeo Arese |  |  | Renato II Borromeo |  |
|                                               |                    |                                                   |                                                    |  |  |       |  |  | Carlo Borromeo Arese |  |  | Renato II Borromeo |  |
|                                               |                    | Giulia Arese                                      |                                                    |  |  |       |  |  | Carlo Borromeo Arese |  |  |                    |  |
| Giovanni Benedetto Borromeo Arese             |                    |                                                   |                                                    |  |  |       |  |  | Carlo Borromeo Arese |  |  |                    |  |
|                                               |                    | Giovanna Odescalchi                               | Carlo Odescalchi                                   |  |  |       |  |  |                      |  |  |                    |  |
|                                               |                    | Giovanna Odescalchi                               | Carlo Odescalchi                                   |  |  |       |  |  |                      |  |  |                    |  |
|                                               |                    | Giovanna Odescalchi                               | Beatrice Cusani                                    |  |  |       |  |  |                      |  |  |                    |  |
| Renato III Borromeo Arese                     |                    | Giovanna Odescalchi                               |                                                    |  |  |       |  |  |                      |  |  |                    |  |
|                                               |                    | Marcantonio I Grillo                              | Agapito III Grillo                                 |  |  |       |  |  |                      |  |  |                    |  |
|                                               |                    | Marcantonio I Grillo                              | Agapito III Grillo                                 |  |  |       |  |  |                      |  |  |                    |  |
|                                               |                    | Marcantonio I Grillo                              | Maria de Mari                                      |  |  |       |  |  |                      |  |  |                    |  |
| Clelia Grillo                                 |                    | Marcantonio I Grillo                              |                                                    |  |  |       |  |  |                      |  |  |                    |  |
|                                               |                    | Maria Antonia Imperiali                           | Carlo Imperiali                                    |  |  |       |  |  |                      |  |  |                    |  |
|                                               |                    | Maria Antonia Imperiali                           | Carlo Imperiali                                    |  |  |       |  |  |                      |  |  |                    |  |
|                                               |                    | Maria Antonia Imperiali                           | Ginevra Grillo                                     |  |  |       |  |  |                      |  |  |                    |  |
| Giberto V Borromeo Arese                      |                    | Maria Antonia Imperiali                           |                                                    |  |  |       |  |  |                      |  |  |                    |  |
|                                               | Antonio Maria Erba | Alessandro Erba                                   |                                                    |  |  |       |  |  |                      |  |  |                    |  |
|                                               | Antonio Maria Erba | Alessandro Erba                                   |                                                    |  |  |       |  |  |                      |  |  |                    |  |
|                                               | Antonio Maria Erba | Lucrezia Odescalchi                               |                                                    |  |  |       |  |  |                      |  |  |                    |  |
| Baldassarre Odescalchi, I principe Odescalchi | Antonio Maria Erba |                                                   |                                                    |  |  |       |  |  |                      |  |  |                    |  |
|                                               |                    | Teresa Turconi                                    | Luigi Turconi                                      |  |  |       |  |  |                      |  |  |                    |  |
|                                               |                    | Teresa Turconi                                    | Luigi Turconi                                      |  |  |       |  |  |                      |  |  |                    |  |
|                                               |                    | Teresa Turconi                                    | Anna Grassi                                        |  |  |       |  |  |                      |  |  |                    |  |
| Marianna Erba Odescalchi                      |                    | Teresa Turconi                                    |                                                    |  |  |       |  |  |                      |  |  |                    |  |
|                                               |                    | Marcantonio III Borghese, III principe di Sulmona | Giovanni Battista Borghese, II principe di Sulmona |  |  |       |  |  |                      |  |  |                    |  |
|                                               |                    | Marcantonio III Borghese, III principe di Sulmona | Giovanni Battista Borghese, II principe di Sulmona |  |  |       |  |  |                      |  |  |                    |  |
|                                               |                    | Marcantonio III Borghese, III principe di Sulmona | Eleonora Boncompagni                               |  |  |       |  |  |                      |  |  |                    |  |
| Maria Maddalena Borghese                      |                    | Marcantonio III Borghese, III principe di Sulmona |                                                    |  |  |       |  |  |                      |  |  |                    |  |
|                                               |                    | Livia Spinola                                     | Carlo Spinola, principe di Sant'Angelo             |  |  |       |  |  |                      |  |  |                    |  |
|                                               |                    | Livia Spinola                                     | Carlo Spinola, principe di Sant'Angelo             |  |  |       |  |  |                      |  |  |                    |  |
|                                               |                    | Livia Spinola                                     | Violante Spinola                                   |  |  |       |  |  |                      |  |  |                    |  |
|                                               |                    | Livia Spinola                                     |                                                    |  |  |       |  |  |                      |  |  |                    |  |